# Câmara de Freising

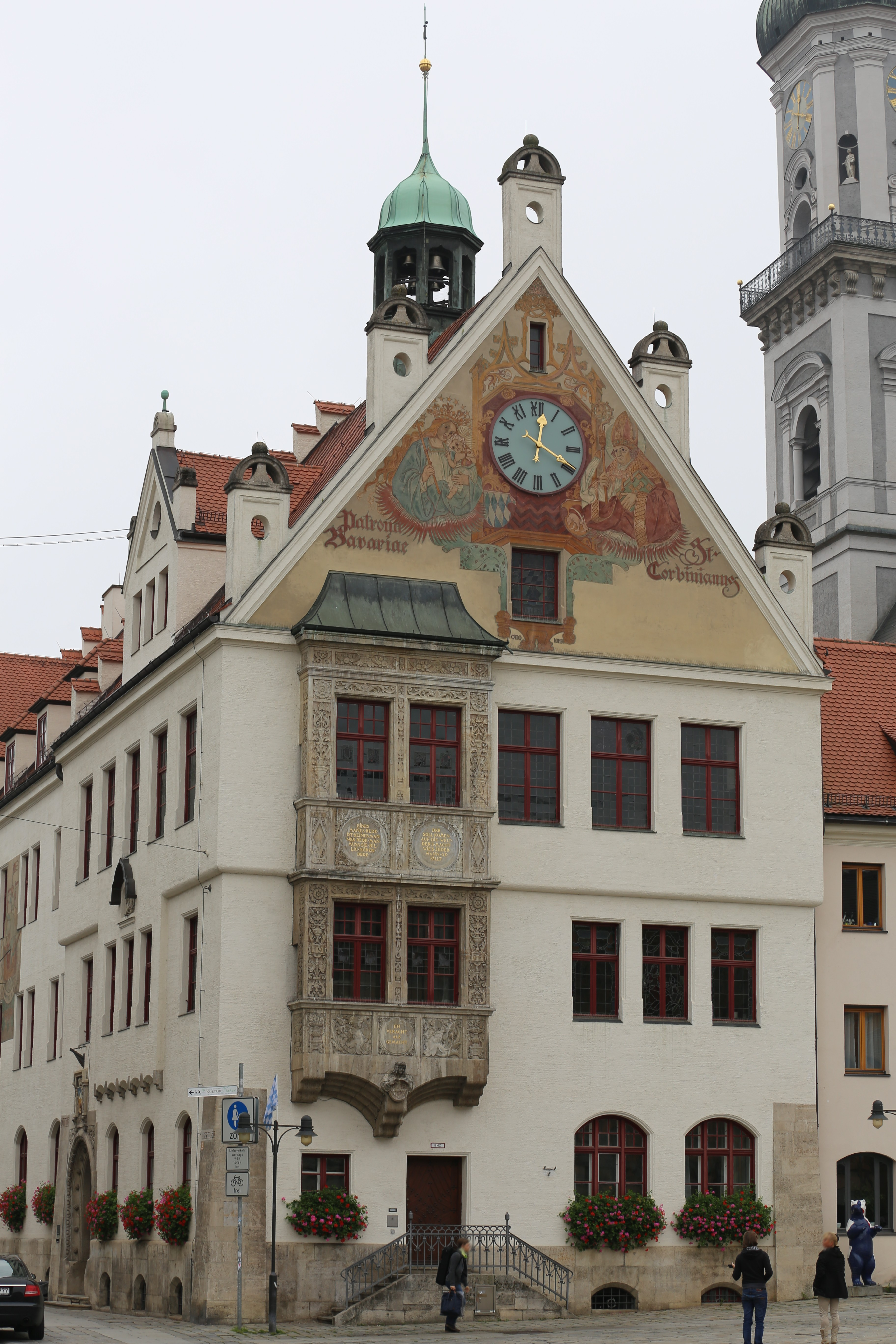
Câmara de Freising

A Câmara de Freising é uma câmara municipal em Freising, na Baviera, Alemanha. O edifício é a sede da administração municipal. O prédio foi construído em 1905 e fica na Marienplatz.
A primeira menção de uma câmara municipal em Freising é em 1468.

## Arquitectura
O salão possui três andares e fica na esquina da Marienplatz. O lado leste do prédio fica de frente para a praça e é dominado por uma janela saliente de dois andares. Uma empena triangular na lateral exibe um mural de Maria com o Menino Jesus. A entrada principal do edifício está no lado sul, e a porta da frente apresenta as armas da cidade. Um relógio de sol também foi instalado a oeste do edifício.